# AIESEC
AIESEC is een internationale studentenorganisatie die actief is in meer dan 1700 universiteiten in 124 landen. Het acroniem AIESEC stond voor Association Internationale des Étudiants en Sciences Économiques et Commerciales (Internationale vereniging van studenten in economische en handelsstudies), maar deze volledige naam is in onbruik geraakt waardoor het acroniem een zelfstandige naam is geworden. 
Het internationale kantoor van AIESEC is gevestigd in Montreal (Canada), van waaruit ieder jaar meer dan 25.000 studenten en pas afgestudeerden naar stageplaatsen worden gestuurd over de hele wereld. AIESEC heeft als doel om studenten de mogelijkheden te bieden een internationaal, persoonlijk netwerk te ontwikkelen en leiderschapskwaliteiten op te doen.

## Geschiedenis
Na de Tweede Wereldoorlog kwamen in 1948 studenten van negen universiteiten uit zes landen bijeen in Luik (België) om een nieuw soort internationale samenwerking tot stand te brengen. Zij richtten de AIESEC op. Het doel van AIESEC was om banden te creëren tussen studenten in landen over de hele wereld om zo vrede te bevorderen en discriminatie tegen te gaan door het aanbieden van stageplaatsen en uitwisselingsprogramma's.
Jaroslav Zich, een Tsjech, werd de eerste voorzitter. Het hoofdkantoor van de organisatie werd gevestigd in Praag (Tsjechoslowakije), maar moest verplaatst worden na de communistische overname om politiek neutraal te kunnen blijven. Het hoofdkantoor was tussen 1964 en 1988 in Genève (Zwitserland), vervolgens tussen 1989 en 1997 in Brussel (België) en vanaf 1998 in Rotterdam (Nederland). Na twintig jaar verhuisde het hoofdkantoor in 2018 naar Montreal (Canada).
Tijdens een tweede bijeenkomst in 1949 (met inmiddels zeven landen) werd de naam van de organisatie aangepast naar het huidige Association Internationale des Etudiants en Sciences Economiques et Commerciales. De aanwezige studenten kwamen uit België, Denemarken, Finland, Frankrijk, Nederland, Noorwegen en Zweden. Het acroniem AIESEC is gebleven, hoewel veel van haar leden geen economische of commerciële achtergrond hebben.

## Tegenwoordig
AIESEC is de grootste studentenorganisatie ter wereld. De leden zijn studenten en pas afgestudeerden van instellingen voor hoger onderwijs (universiteiten) die interesse hebben in leiderschap, management en internationale aangelegenheden.
De kerntaak van AIESEC is het aanbieden van ontwikkelingsmogelijkheden aan studenten op het vlak van internationale samenwerking (de zogenaamde AIESEC Experience).
Elk land waarin AIESEC actief is, kent een nationaal comité dat activiteiten in het land coördineert. De individuele leden zijn lid van een lokaal comité dat bij hun universiteit hoort. De leden nemen regelmatig deel aan internationale bijeenkomsten (zoals het jaarlijkse internationaal congres). Naast de bijeenkomsten zijn de leden van AIESEC actief op het uitgebreide AIESEC netwerk op het internet.
De AIESEC experience kan in vier onderdelen ervaren worden:
- Global Community Development Programme - deelname projecten in ontwikkelingslanden
- Global Internship Programme - Management stages in gerenommeerde bedrijven
- Team Leader - een fulltime leiderschapsrol binnen het bestuur van AIESEC (Executive Board)
- Team Member - een parttime leiderschapsrol binnen het bestuur van AIESEC

## AIESEC Experience
Eén van de hoofddoelen van AIESEC is het aanbieden van de AIESEC Experience. Dit houdt in dat leden enthousiast gemaakt worden voor internationale kwesties, het nemen van eigen verantwoordelijkheid, leiderschap en deelname aan uitwisselingsprogramma's.
De AIESEC aanpak kan samen gevat worden in vijf kernpunten:
- Actieve deelname: AIESEC biedt de mogelijkheden en enige ondersteuning, maar uiteindelijk moeten de leden zelf het beste maken van de mogelijkheden. Elk lid moet zelf zijn of haar verantwoordelijkheid nemen binnen AIESEC. Door de collectieve inspanning van betrokkenen kan AIESEC zoveel stageplaatsen en ontwikkelingsmogelijkheden bieden (ongeveer 300 conferenties, 3500 buitenlandse stageplaatsen, 5000 leiderschapsposities en andere activiteiten).
- Ontwikkeling van zelfbewustzijn en persoonlijke visie: AIESEC moedigt leden aan na te denken over vragen als: Waarom ben ik belangrijk? en Wat kan ik doen om een bijdrage te leveren aan een betere wereld?. Hierdoor worden jongeren aangemoedigd om ambities te ontwikkelen en te werken aan het bereiken van die ambities.
- Het ontwikkelen van capaciteiten: Door conferenties, stages en andere activiteiten wil AIESEC leden de kans bieden om hun theoretische kennis in de praktijk toe te passen en te toetsen.
- Het ontwikkelen van een persoonlijk netwerk: Het is de visie van AIESEC dat mensen een netwerk nodig hebben om hen in staat te stellen hun visie en doelen te bereiken. Door conferenties en andere nationale en internationale activiteiten biedt AIESEC de leden de kans om een persoonlijk netwerk op te bouwen.
- Het ontwikkelen van een uitdagend wereldbeeld: Door alle ervaringen die opgedaan worden tijdens AIESEC activiteiten wil AIESEC de leden aanmoedigen zelf actief na te denken over gevestigde wereldbeelden zodat zij zich niet laten beperken door de geldende visies en ideeën.

## Het AIESEC-netwerk
| Afrika                | Noord & Zuid-Amerika                        | Azië en Oceanië                              |
| --------------------- | ------------------------------------------- | -------------------------------------------- |
| Botswana              | Argentinië                                  | Afghanistan                                  |
| Burkina Faso          | Bolivia                                     | Australië                                    |
| Kameroen              | Brazilië                                    | Bangladesh                                   |
| Ivoorkust             | Canada                                      | China                                        |
| Egypte                | Chili                                       | Hongkong                                     |
| Ghana                 | Colombia                                    | India                                        |
| Kenia                 | Costa Rica                                  | Indonesië                                    |
| Liberia               | Dominicaanse Republiek                      | Japan                                        |
| Marokko               | Ecuador                                     | Zuid-Korea                                   |
| Mozambique            | El Salvador                                 | Maleisië                                     |
| Nigeria               | Guatemala                                   | Nieuw-Zeeland                                |
| Senegal               | Mexico                                      | Pakistan                                     |
| Zuid-Afrika           | Panama                                      | Filipijnen                                   |
| Togo                  | Peru                                        | Singapore                                    |
| Tunesië               | Puerto Rico                                 | Sri Lanka                                    |
| Oeganda               | Verenigde Staten                            | Taiwan                                       |
| Zimbabwe              | Uruguay                                     | Thailand                                     |
|                       | Venezuela                                   | Verenigde Arabische Emiraten                 |
| Europa                | Europa (vervolg)                            | Europa (vervolg)                             |
| Armenië               | Ierland                                     | Zweden                                       |
| Oostenrijk            | Kazachstan                                  | Zwitserland                                  |
| Azerbeidzjan          | Kirgizië                                    | Tadzjikistan                                 |
| België                | Letland                                     | Turkije                                      |
| Bosnië en Herzegovina | Litouwen                                    | Oekraïne (Samenwerking tijdelijk opgeschort) |
| Bulgarije             | Noord-Macedonië                             | Verenigd Koninkrijk                          |
| Kroatië               | Malta                                       |                                              |
| Tsjechië              | Moldavië                                    |                                              |
| Denemarken            | Nederland                                   |                                              |
| Estland               | Noorwegen                                   |                                              |
| Finland               | Polen                                       |                                              |
| Frankrijk             | Portugal                                    |                                              |
| Duitsland             | Roemenië                                    |                                              |
| Georgië               | Rusland (Samenwerking tijdelijk opgeschort) |                                              |
| Griekenland           | Servië                                      |                                              |
| Hongarije             | Slowakije                                   |                                              |
| IJsland               | Slovenië                                    |                                              |
| Italië                | Spanje                                      |                                              |